# Serieåret 1928

## Händelser

### Okänt datum
- I Sverige skapar Elov Persson serien Agust och Lotta.

## Pristagare
- Pulitzerpriset för "Editorial Cartooning": Nelson Harding, Brooklyn Daily Eagle, för "May His Shadow Never Grow Less"

## Födda
- 9 februari - Frank Frazetta (död 2010), amerikansk fantasykonstnär och serietecknare.
- 3 mars - Kō Kojima (död 2015), japansk mangatecknare.
- 12 mars - Sy Barry, amerikansk serietecknare.
- 20 april - Donald Rooum, brittisk anarkistisk serieskapare.
- 23 april - Gösta Gummesson (död 2012), svensk serietecknare.
- 24 juni - Yvan Delporte (död 2007), belgisk serieförfattare och redaktör.
- 25 juni:
  - Peyo (död 1992), belgisk serieskapare, mest känd för att ha skapat Smurferna.
  - Alex Toth (död 2006), amerikansk serieskapare och animatör.
- 27 juni - Joe Giella, amerikansk serietecknare.
- 5 oktober - Ray Osrin (död 2001), amerikansk serietecknare.
- 26 oktober - Francisco Solano López (död 2011), argentinsk serietecknare.
- 3 november:
  - Osamu Tezuka (död 1989), japansk animatör.
  - Goseki Kojima (död 2000), japansk mangatecknare.
- 17 november:
  - Don Lawrence (död 2003), brittisk serieskapare.
  - Eli Bauer (död 1998), amerikansk serietecknare och animatör.
- 21 december - George Gately (död 2001), amerikansk serieskapare.
- 31 december - Maurice Sinet (död 2016), fransk serietecknare.
- Erich von Götha de la Rosière, brittisk erotisk serietecknare.